# Панпулов, Александр Самойлович
Александр Самойлович Панпу́лов (Пампулов; 1884 или 1885, Севастополь — не ранее 1946) — русский и советский инженер-гидротехник, деятель партии социалистов-революционеров. Репрессирован в 1931 году по делу «контрреволюционной вредительской организации в системе ирригации и мелиорации 1928—1931 гг.»

## Биография
Родился в Севастополе в 1885 году (по другим данным, в 1884) в караимской семье. Его брат — Михаил Самойлович (Моисей Соломонович) Панпулов (1894/1895, Севастополь — ?), советский врач-гигиенист, заведующий профессионально-гигиенической лабораторией Центрального государственного института по изучению профессиональных болезней, выпускник медицинского факультета 1-го МГУ (1923). Сестра — Анна Самойловна (Соломоновна) Панпулова (1890—?), зубной врач, награждена медалями «За оборону Москвы» и «За доблестный труд в Великой Отечественной войне».
В 1904 году окончил Севастопольское Константиновское реальное училище. В годы учёбы посещал кружок молодёжи у жены севастопольского городского головы С. А. Никонова — Н. В. Никоновой. Получил высшее образование инженера путей сообщения. Работал в Петрограде инженером для технических занятий изыскания по обводнению в Койбальской степи при Главном управлении землеустройства и земледелия.
Вступил в партию социалистов-революционеров, с 1905 года являлся членом её руководящего комитета в Севастополе. 9 апреля 1917 года вошёл в постоянный комитет организации севастопольских эсеров. С июля — гласный Севастопольской городской думы, член исполкома Севастопольского Совета от фракции ПСР, позже и товарищ (заместитель) председателя Совета. Часто выступал на эсеровских митингах по всему городу. 10 июля принял участие в разгроме и изгнании эсерами группы севастопольских большевиков из занимаемого ими помещения в качестве ответа на появление большевистской фракции в Совете и июльские события в Петрограде. 23 августа 1917 года как инженер по поручениям управления начальника гидротехнических работ армии Западного фронта назначен на службу в Севастопольское крепостное инженерное управление. Являясь одним из лидеров севастопольских эсеров, поддерживал восстановление смертной казни на фронте. В ночь с 15 на 16 декабря был арестован матросами-черноморцами за «пособничество контрреволюции», но вскоре освобождён, т. к. на 21 декабря 1917 года значился депутатом Севастопольского городского Совета военных и рабочих депутатов, гласным Севастопольской городской думы и председателем продовольственного комитета Севастопольской городской управы. При немецкой оккупации в 1918 году оставался в городе и возглавлял продовольственную управу.
Примерно с 1920-х годов жил в Москве (Столовый пер., 2). Сотрудник отдела мелиорации и водного хозяйства Наркомзема РСФСР и водной секции Госплана СССР, работал в области гидротехники и ирригационных систем. По совместительству член совета и научный сотрудник Государственного научно-мелиорационного института в Ленинграде. В 1930 году вынес «Заключение по докладной записке к проектной схеме орошения степной части Крыма водами р. Днепра, составленной инж. В. Д. Никольским», где в целом положительно оценил проектную схему инженера, но сделал замечания относительно использованных автором поверхностных данных и противоречивых моментов, резюмировав: «Ввиду всесоюзного значения и крупного экономического эффекта, орошение северного Крыма водами Днепра — должно незамедлительно преступлено к необходимым подготовительным и организационным, изыскательским и проектным работам с целью всестороннего изучения».
Находясь в должности помощника главного инженера Волгостроя, арестован 30 марта 1930 года в Ленинграде по делу контрреволюционной вредительской организации в системе ирригации и мелиорации («дело Ризенкампфа»). 5 июля Ленинградское ОГПУ утверждает обвинительное заключение, в котором проходят шесть человек: Г. К. Ризенкампф, П. М. Гаевский, В. Ф. Булаевский, С. Н. Новацци, А. С. Панпулов (по статьям 58-6, 58-7, 58-11) и Л. М. Мухин. 23 августа 1931 года коллегией ОГПУ Панпулов приговаривается к расстрелу с заменой заключением в концлагерь сроком на 10 лет. Содержался в Бутырской тюрьме в течение трёх месяцев. Затем, по словам самого Панпулова, был вывезен и помещён в отдельную камеру нового здания ОГПУ, которое приняло его на работу чертёжником. Спустя несколько месяцев был выслан на Медвежью Гору (Карелия), где работал на заводе инженером. Через некоторое время отправлен обратно в Москву и вернулся к профессиональной деятельности, но остался прикреплённым к ОГПУ. Трудился на сооружении Беломорско-Балтийского канала. В 1933 году вошёл в бригаду специалистов для разработки проектов дальнейшего строительства Центрального парка культуры. В 1946 году назначен главным гидрологом Дорогобужской геологической партии. Реабилитирован 8 января 1959 года.

## Мнения современников
Бывший член и товарищ председателя Севастопольского совета А. И. Верховский вспоминал: 
Лидером эсеров был инженер Пампулов, подпольщик и террорист, но тоже, как и меньшевики, стоявший на точке зрения буржуазной демократии. <…> Конторович, Васильев и Пампулов прямо говорили, что они не хотят всё переворачивать вверх ногами и не сочувствуют тому, чтобы делить всё имущество богатых и офицерства пополам, о чём были разговоры среди приходивших в Совет небольших групп матросов из трюмной команды, а особенно среди крепостной артиллерии, где было много украинцев бедняков с Полтавщины и Киевщины.
Лидер эсеров Пампулов не сообщил своим товарищам по партии, как Колчак во время их первого свидания гневно сказал ему, что в создании Совета в Севастополе нет ни смысла, ни цели, что это приведёт к развалу флота и гибели дисциплины. Пампулов, наоборот, засвидетельствовал, что Колчак проявил себя «настоящим демократом». В период борьбы с царской властью Пампулов из подполья делал всё, чтобы развалить царский флот; поэтому теперь ему верили, когда он звал к укреплению флота «революционной» России.

## Семья
Жена — Софья Константиновна Пампулова (урожд. Шверина, в 1-м браке Феодосьева; 1878—1931). Падчерицы:
- Наталья Михайловна Берсенева (урожд. Феодосьева; 1900, Севастополь[25] — 1956) — архитектор[26].
- Ариадна (Ася) Михайловна Никонова (урожд. Феодосьева; 1905—1983) — библиограф[27].

## Труды
- Мелиоративные работы БССР за 1917—1927 гг. // Водное хозяйство. — М., 1929. — С. 267—274.
- Ирригация и обводнение Заволжья (по схеме ГИДЭП) // Реконструкция Волги и орошение Заволжья. — Сталинград : Краевое издательство, 1934. — С. 37—47.
- Волго-Донской канал / И. В. Гармонов, А. С. Панпулов. — Сталинград: Краевое книгоиздательство, 1937. — 72 с.